# Capilla de San Acacio (Mezquita-catedral de Córdoba)
La capilla de San Acacio y Compañeros y Once mil Vírgenes de la Mezquita-catedral de Córdoba (España) fue fundada por el obispo Fernando González Deza, que rigió la diócesis de Córdoba entre 1398 y 1424. Está dedicada al mártir Acacio de Bizancio, ejecutado en el siglo IV. 

## Historia
El obispo Fernando González Deza había conseguido una reliquia de una de las once mil vírgenes, por lo que se quiso celebrar la fiesta de estas mártires. En 1424 tuvo lugar el fallecimiento del obispo y fue sepultado en esta capilla, donde ya habían recibido sepultura los padres del prelado, Juan González Deza y María Alfonso de Biedma.
A partir de 1463 es cuando aparece por primera vez denominada como capilla de San Acacio en la documentación del chantre de la Catedral Fernán Ruiz de Aguayo, sobrino del mencionado obispo, quien relata que el papa Pío II constituyó ese año seis capellanías y dos sacristías en la capilla. El primer retablo que se conoce de pintura en tabla fue realizado en el monasterio de Guadalupe en esta fecha, al igual que la reja. La única evidencia de estos años fundacionales es la inscripción fundacional de mármol blanco del chantre, con escudo de armas e inscripción; así como las celosías mudéjares de los laterales, una dejada a la vista en 1977 y la otra aún oculta por el enfoscado.
En 1714 la capilla sufrió una remodelación radical, a excepción de la lápida y de la reja, con la construcción de una cúpula de media naranja para dar más iluminación y la construcción de un nuevo retablo por el granadino Teodosio Sánchez de Rueda. En el contrato se especificaba el aprovechamiento de un ecce homo, la realización de una escultura de San Acacio y la pintura de siete lienzos.
En 1882, a solicitud de Dolores Gamero-Cívico Benjumea, baronesa de San Calixto, se otorgó el derecho de sepultura a los titulares de la baronía.

## Descripción
El recinto posee planta rectangular y techumbre semiesférica, revestida con labores de yesería.
El retablo de San Acacio fue ejecutado por Teodosio Sánchez de Rueda y está fechado en 1714. Consta de banco, cuerpo de tres calles y remate que se muestra decorado con pinturas, tradicionalmente atribuidas al pintor y violinista Juan Pompeyo. A la izquierda aparece la Anunciación, a la derecha la Visitación, y arriba San Pedro y San Pablo. El ático luce en el centro una imagen de la Inmaculada flanqueadas por las imágenes de San Juan de Dios y Santa Catalina. La imagen de San Acacio, de talla, es del siglo XVIII. Debajo de la imagen de San Acacio, y como ella obra de Teodosio Sánchez de Rueda, se halla la famosa imagen del Ecce Homo.
Debido a la imagen del Ecce Homo, el pueblo de Córdoba llamó a esta capilla «capilla de la sangre» por la impresión que produjo la visión ensangrentada de la efigie.
Sin embargo, el inmenso poder de la imaginación popular relacionó siempre el nombre de «capilla de la sangre» con un hecho histórico ocurrido en 1482, y que consistió en la profanación de una hostia consagrada por parte del tesorero de la mezquita-catedral, Pedro Fernández de Alcaudete, "hereje, judaizante y falso cristiano".